# Bulbine muscicola
Bulbine muscicola là một loài thực vật có hoa trong họ Thích diệp thụ. Loài này được G.Will. mô tả khoa học đầu tiên năm 2000.